# Wrońsko
Wrońsko – wieś w Polsce położona w województwie łódzkim, w powiecie wieluńskim, w gminie Konopnica.
W latach 1975–1998 miejscowość administracyjnie należała do województwa sieradzkiego.
W pobliżu wsi, za leśniczówką, znajdował się pomnik poległym "O utrwalanie władzy ludowej".

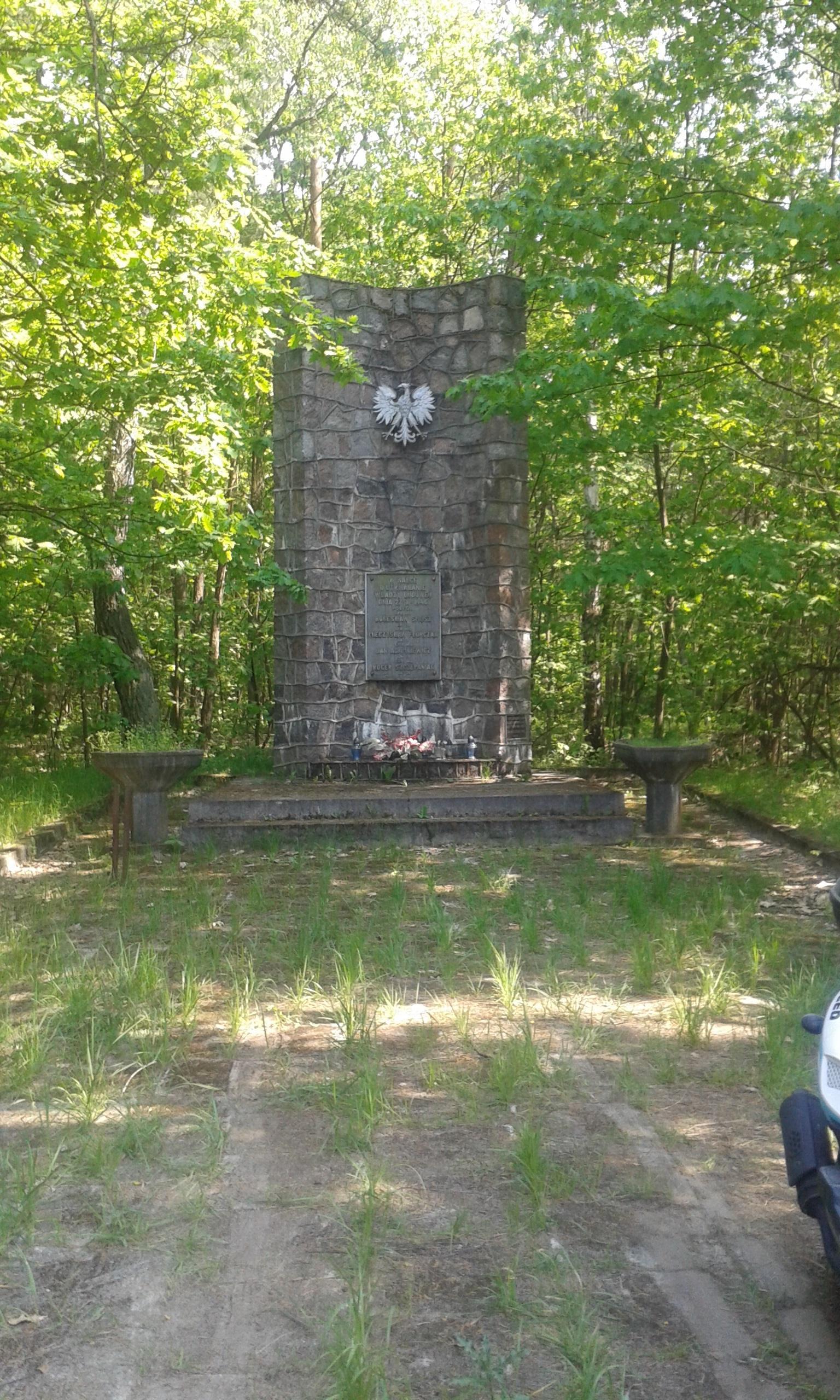
Pomnik poległym "O utrwalanie władzy ludowej".